# Nicholas Katz
Nicholas Michael Katz (Baltimore, 7 de dezembro de 1943) é um matemático estadunidense.
Foi palestrante convidado do Congresso Internacional de Matemáticos em Nice (1970: The regularity theorem in algebraic geometry) e em Helsinque (1978: p-adic L functions, Serre-Tate local moduli and ratios of solutions of differential equations).

## Obras
- Moments, Monodromy, and Perversity. A Diophantine Perspective. Annals of Mathematical Studies, Princeton 2005, ISBN 0691123306.
- Gauss sums, Kloosterman sums, and monodromy groups. Annals of Mathematical Studies, Princeton 1988.
- Exponential sums and differential equations. Annals of Mathematical Studies, Princeton 1990.
- Twisted {\displaystyle L}-functions and Monodromy. Annals of Mathematical Studies, Princeton 2002.
- Rigid Local Systems. Annals of Mathematical Studies, Princeton 1996.
- Com Barry Mazur: Arithmetic Moduli of elliptic curves. Princeton 1985.
- Com Peter Sarnak: Random Matrices, Frobenius Eigenvalues, and Monodromy. AMS Colloquium publications 1998, ISBN 0821810170.
- Com Peter Sarnak: Zeroes of zeta functions and symmetry. Bulletin of the AMS, Bd. 36, 1999, p. 1-26.